# Babičev mlin
Babičev mlin je kombinirani plavajoči mlin na reki Muri, pri kraju Veržej. Je zadnji delujoči mlin na tej reki v Sloveniji. Mlinarska hiša je na kopnem, vodno kolo pa je na reki. 

## Zgodovina
Družina Babič je leta 1912 kupila Kolmaničev, v celoti plavajoči mlin, ki pa je v požaru leta 1927 popolnoma pogorel. Babičevi so v enem letu na istem mestu postavili nov mlin tako, da so mlinarsko hišico postavili na obrežje, mlinsko kolo pa na čolne (kumpe), pogonska sila pa se prenaša z jekleno vrvjo. Tudi drugi mlin je voda odnesla in tako je bila družina leta 1947 ponovno primorana zgraditi novega. Od takrat dalje moči vodnega kolesa v sušnih mesecih pomaga tudi elektromotor. Leta 1990 je narasla voda ponovno odnesla mlinsko kolo. Zadnja obnova je trajala le 3 mesece in tako je zdajšnja različica tega mlina že četrta po vrsti.

## Namen
Obrtniška namembnost mlina in pa turistična, etnografska znamenitost Prlekije in Pomurja privablja mnogo obiskovalcev. Mletje žit v starem slogu nam ponuja vpogled v pretekla obdobja. Prav tako lahko na Babičevem mlinu kupimo moko, ki za razliko od trgovinskih blagovnih znamk ni mešana z ostalimi (npr. ajdovi in koruzni moki je večinoma primešana tudi bela moka).